# بیورآکتور

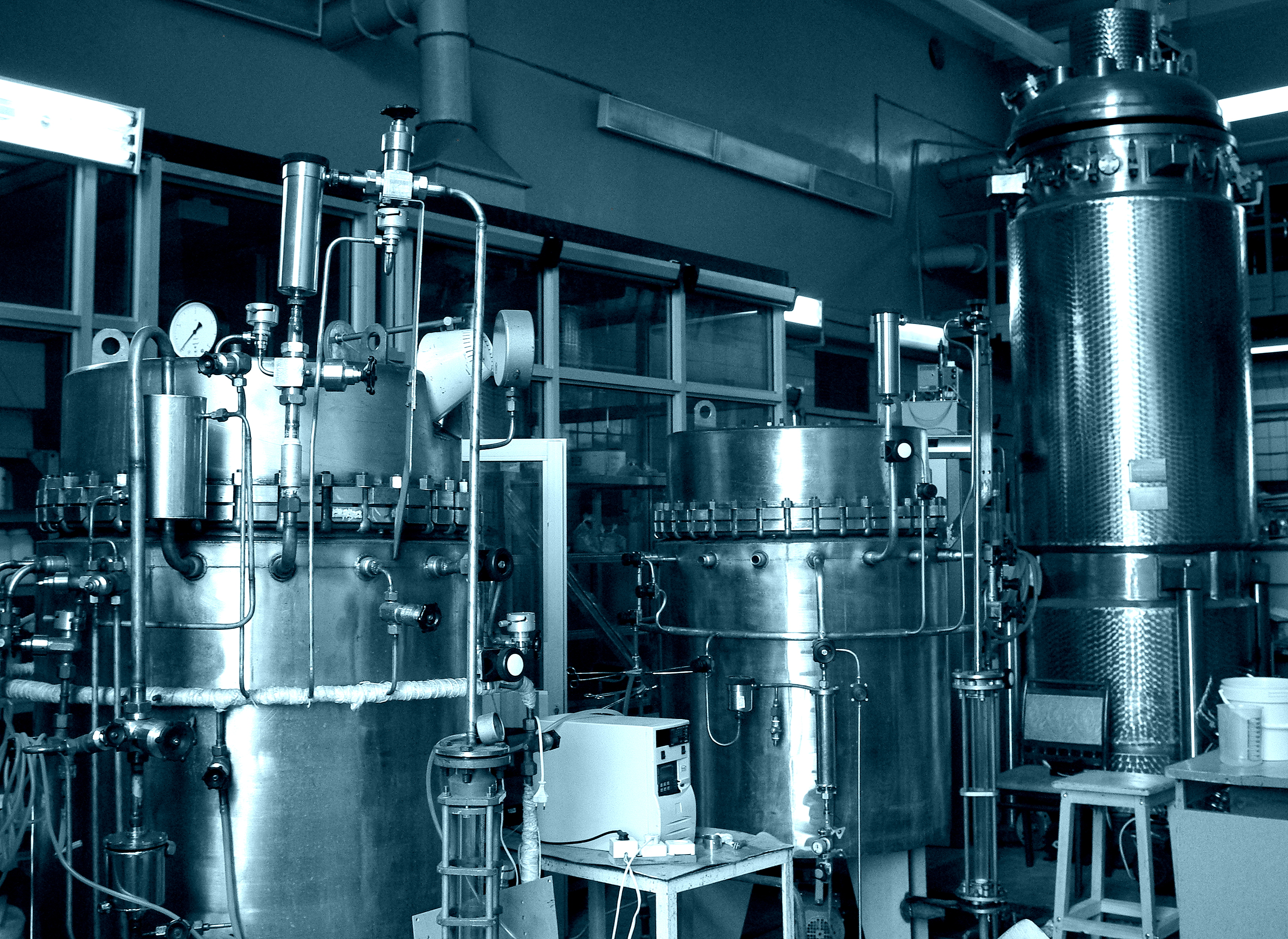
بیوراکتورهای صنعتی برای کشت سلولهای زنده گیاهی، جهت تولید متابولیت‌های ثانویه

رآکتور زیستی یا واکنش‌گاه زیستی (به انگلیسی: Bioreactor) گونه‌ای از راکتورهای شیمیایی است که در آن واکنش‌های زیستی شبیه‌سازی می‌شوند. از این نوع راکتورها برای فرآوری زیستی، تولید اسانس‌ها و به‌ویژه تولید متابولیت‌های ثانویه؛ در صنایع داروسازی، صنایع غذایی، صنایع بیوتکنولوژی، صنایع بیوشیمیایی، عطرسازی و صنایع تولید محصولات آرایشی و بهداشتی استفاده می‌شود.

## بیورآکتور
یک بیوراکتور می‌تواند به هر سامانه یا دستگاه مصنوعی ساخته یا مهندسی شده که از یک محیط زیستی فعال حمایت می‌کند گفته شود. به عبارتی یک بیوراکتور ظرفی است که در آن یک فرایند شیمیایی حاصل از فعالیت ارگانیسم‌ها (جانداران) یا مواد فعال بیوشیمیایی مشتق از آن‌ها در حال انجام است که می‌توانند به صورت هوازی یا بی هوازی باشند. بیوراکتورها معمولاً استوانه ای، در اندازه‌های متغیری از لیتر تا متر مکعب و اغلب از فولاد ضدزنگ ساخته می‌شوند.

یک بیوراکتور همچنین می‌تواند به دستگاه یا سیستمی که به منظور رشد سلول‌ها یا بافت‌ها در یک محیط کشت سلولی طراحی شده‌است گفته شود. استفاده از این دستگاه‌ها در مهندسی بافت و مهندسی بیوشیمیایی در حال گسترش می‌باشد. 

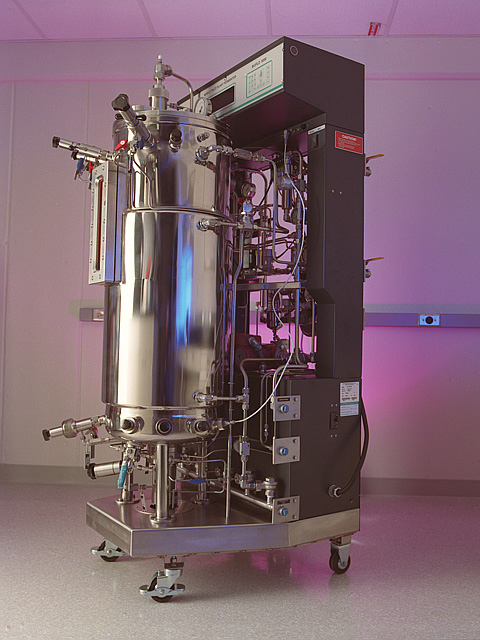
نمونه‌ای از یک بیوآکتور

بر اساس نحوهٔ عمل، یک بیوراکتور می‌تواند به انواع Fed-Batch ,Batch یا Continuous (پیوسته) (به عنوان مثال مدل راکتور همزن دار پیوسته) طبقه‌بندی شود. به‌طور مثال Chemostat نمونه ای از یک بیوراکتور پیوسته، است.
ارگانیسم‌های در حال رشد در بیوراکتورها می‌توانند در محیط کشت مایع غوطه (Submerged in liquid medium) یا به سطح یک محیط جامد متصل شده باشند (Attached to the surface of a solid medium). محیط کشت‌های تعلیقی (Submerged cultures) می‌توانند معلق (Suspenden) یا ثابت باشند (Immobilized). از آنجا که در بیوراکتورهای تعلیقی به سطوح اتصالی خاصی نیاز نبوده و در مقایسه با محیط کشت‌های ثابت قابلیت استفاده در مقیاس‌های بسیار بزرگتر را دارند، برای تنوع وسیع تری از ارگانیسم‌ها استفاده می‌شوند. و. با این حال، در یک بیوراکتور تعلیقی و طی یک فرایند عملی پیوسته، امکان حذف ارگانیسم‌ها از راکتور همراه با خروج پساب وجود خواهد داشت. ثابت سازی یک اصطلاح کلی است که طیف گسترده‌ای از سلول‌ها یا ذرات چسبیده یا به دام افتاده را توصیف می‌کند و می‌تواند برای انواع تجزیه‌گرهای زیستی (بیوکاتالیز) شامل آنزیم‌ها، اندامک‌های سلولی، سلول‌های گیاهی و جانوری به‌کار رود. ثابت‌سازی برای فرایندهای عملی پیوسته مفید است، چون ارگانیسم‌ها با پساب راکتور حذف نمی‌شوند، اما از نظر مقیاس محدود تر هستند چرا که میکروب‌ها تنها روی سطح ظرف حضور دارند.
بیوراکتورهای سلولی ثابت در مقیاس وسیع عبارتند از:
- محیط در حال حرکت، همچنین به عنوان راکتور فیلم زیستی بستر در حال حرکت (MBBR) شناخته می‌شود.
- بستر آکنده (packed bed)
- بستر فیبری (Fibrous bed)
- غشاء

## انواع بیوراکتورها

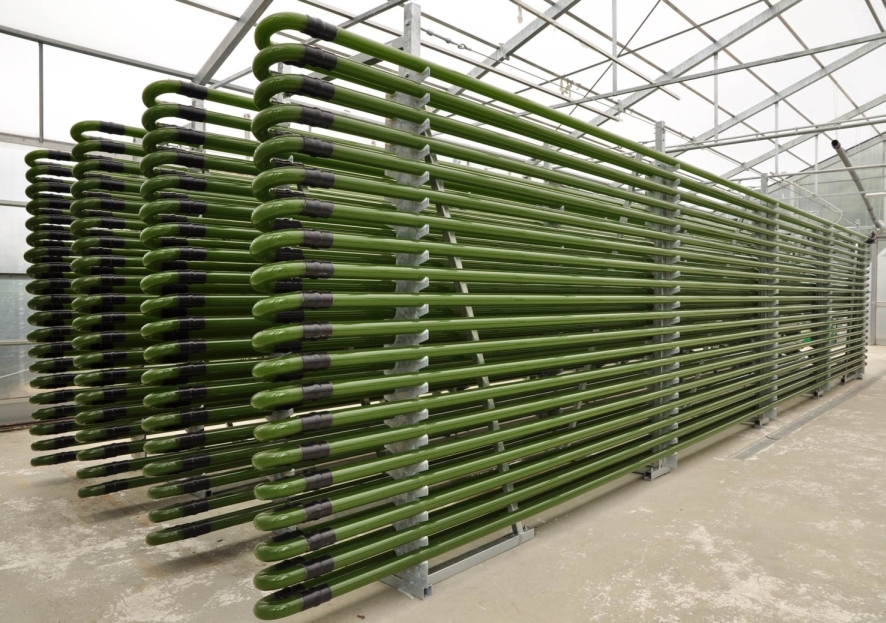
فتوبیوراکتورهای در حال استفاده برای کشت ریزجلبک‌ها

### بیوراکتورهای نوری (فتو بیوراکتور)
یک فوتو بیوراکتور (PBR)، بیوراکتوری است که یک منبع نوری استفاده می‌کند (که می‌تواند نور طبیعی خورشید یا نور مصنوعی باشد). تقریباً هر ظرف شفافی می‌تواند یک بیوراکتور نوری خوانده شود، با این حال این اصطلاح بیشتر برای توصیف یک سیستم بسته استفاده می‌شود و کم‌تر در مورد مخازن یا حوضچه‌های باز مورد استفاده قرار می‌گیرند. بیوراکتورهای نوری برای رشد موجودات کوچک فوتوگرافیک (نوپرورد) مثل سیانوباکتری‌ها، جلبک‌ها یا گیاهان خزه مورد استفاده می‌شوند. این موجودات نور را به عنوان منبع انرژی خود استفاده کرده و نیازی به قندها یا چربی‌ها به عنوان منبع انرژی ندارند. در نتیجه، خطر آلودگی با موجودات دیگر مانند باکتری‌ها یا قارچ‌ها در بیوراکتورهای نوری در مقایسه با بیوراکتورهای دارای موجودات هتروتروف (همه چیزخوار) کمتر است.

### بیوراکتورهای شخصی
یک بیوراکتور پیوستهٔ ساده که برای اشخاص غیر حرفه‌ای طراحی شده‌است و آن‌ها را قادر می‌سازد تا باکتری‌های E-coli را تحت شرایط هوازی یا بی هوازی رشد دهند. این بیوراکتورها توانایی اتوکلاو شدن نداشته، و برای استفادهٔ مجدد وابسته به غیر فعالسازی شیمیایی هستند. این بیوراکتورهای شخصی برای رشد باکتری‌ها و محیط‌های کشت مناسب هستند.

### بیوراکتورهای تصفیهٔ فاضلاب
این بیوراکتورها برای تصفیهٔ فاضلاب و پساب‌ها طراحی شده‌اند. در کارآمدترین این سیستم‌ها، ذخیره ای از یک محیط کشت شیمیایی بی اثر با جریان آزاد وجود دارد که به عنوان بستری برای باکتری‌هایی که فاضلاب خام را تجزیه می‌کنند عمل می‌کند. دستگاه‌های هوادهی، اکسیژن را برای فاضلاب و محیط کشت تأمین می‌کنند که منجر به بیشتر شدن سرعت تجزیه می‌شود. مخلوط کن‌های قابل فرورفتن در آب در بیوراکتورهای اکسیژنی تلاطم را برای نگه داشتن مواد جامد در سوسپانسیون ایجاد می‌کنند و در نتیجه اطمینان حاصل می‌شود که باکتری‌ها و مواد آلی «با یکدیگر برخورد کنند».
از آن جا که میکروارگانیسم‌ها موتور تصفیهٔ فاضلاب‌های بیولوژیکی را پیش می‌برند، نظارت کمیت و کیفیت میکروارگانیسم‌ها در بیوراکتورها بسیار مهم است. یکی از این روش‌ها آزمون ATP نسل دوم است.

### بیوراکتور متلاطم بالا و پایین
همزدن‌های بالا و پایین که در این نوع بیوراکتور وجود دارد برای جلوگیری از استرس تیغه در سلول‌ها مفید می‌باشند. این کار بدون نیاز به روش سنتی پروانهٔ همزن دار که نیاز به یک موتور گران و کوپلینگ‌های (اتصالات) مغناطیسی دارند؛ انجام می‌شود. حرکت عمودی بالا و پایین در این بیوراکتورها بوسیلهٔ یک موتور به همراه یک غشای ارزان ایجاد می‌شود که استریل بودن را کاملاً حفظ کرده و مخلوطی کارآمد، بدون تشکیل گرداب را تولید می‌کند (هیچ تیغه ای مورد نیاز نیست). همچنین این نوع اختلاط با سلول‌ها ملایم تر بوده و کف کمتری تولید می‌کند. صفحه‌های تکان دهندهٔ جدیدی که با الهام حرکت دم ماهی‌ها ساخته شده‌اند و «دم ماهی» نام دارند، حداکثر بهره‌وری مخلوط کردن بدون لبه‌های برشی را در این بیوراکتورها ارائه می‌دهند.

### بیوراکتور شبیه‌سازی بافت ناسا (NASA)
طراحی بیوراکتورهایی که هدف آن‌ها رشد سلول‌ها یا بافت‌ها برای اهداف آزمایشگاهی یا درمانی می‌باشد، تفاوت بسیاری با بیوراکتورهای صنعتی دارد. بسیاری از سلول‌ها و بافت‌ها، به خصوص در پستانداران، باید یک سطح یا ساختار حمایتی دیگری برای رشد داشته باشند و اغلب، محیط‌های آشفته برای این نوع از سلول‌ها و بافت‌ها مخربند. موجودات عالی تر که اگزوتروفیک (Auxotrophic)، می‌باشند، نیز به محیط‌های رشد بسیار تخصصی نیاز دارند.
ناسا نوع جدیدی از بیوراکتور را که به‌طور مصنوعی بافت‌ها را در محیط کشت سلولی رشد می‌دهد، تولید کرده‌است. بیوراکتور بافت ناسا می‌تواند بافت قلبی، بافت عضلانی، رباط‌ها، بافت سرطانی و انواع دیگر بافت‌ها را برای مطالعه کشت دهد.